# Каїрбре Кіннхайт
Каїрбре Кіннхайт — він же: Котяча Голова, Жорстокий Правитель, Майн мак Духах (давньоірл. Cairbre Cinnchait) — верховний король Ірландії. Роки правління: 55 — 60 рр. н. е. (згідно з «Історією» Джеффрі Кітінга) або 39 — 56 рр. н. е. (згідно з «Хроніками Чотирьох Майстрів»). Існують значні розбіжності в джерелах щодо його правління і місця в історії.

## Походження (за різними джерелами)
Згідно з літописом «Lebor Gabála Érenn» він зайняв трон верховного короля Ірландії після свого попередника Конхобара Абрадруада (ірл. — Conchobar Abradruad), що був вбитий Крімптаном Ніа Найром (ірл. — Crimthann Nia Náir) і правив протягом п'яти років. Літопис «Lebor Gabála Érenn» не наводить впевнених даних про його походження. Пишеться, що можливо, він був нащадком короля Луайгне з Тари (ірл. — Luaigne) і походить від племен Богині Дану, або нащадок короля Коннахту Катрайге (ірл. — Catraige), або нащадок Коркортрі (ірл. — Corcortri), що веде свій родовід від верховного короля Кімбета (ірл. — Cimbáeth), або нащадок Іра — сина Міля. Ім'я його батька було Духах (ірл. — Duthach).
Вказується також, що його наступником став Ферадах Фіндфехтнах (ірл. — Feradach Finnfechtnach), що більш ніж сумнівно і суперечить іншим легендам і переказам.
Знідно «Хронік Чотирьох Майстрів» Каїрбре Кіннхайт очолив повстання проти попереднього короля. Ядром повстання було плем'я айхех (судячи по всьому іноземного походження). Короля було вбито і з ним все його оточення — тодішню ірландську знать крім вагітної дружини короля яка втекла в Каледонію. Загалом хронічки та перекази щодо цього короля дуже плутані і суперечливі. Можливо, було два королі з одним і тим же ім'ям — Каїрбре Кіннхайт, і це внесло плутанину як в історичні перекази, так і в легенди. Ще, можливо, він помилково був вказаний як сучасник Еллім мак Конраха, що внесло плутанину в літописи.

## Родина
Дружина — Мані (ірл. — Mani) — дочка короля Уладу.
Син — Моранн мак Майн (ірл. — Morann mac Máin).